# (5702) Morando
(5702) Morando ist ein Asteroid des Hauptgürtels, der am 16. März 1931 vom deutschen Astronomen Max Wolf in Heidelberg entdeckt wurde.
Der Asteroid trägt den Namen des französischen Astronomen Bruno Morando.